# ACCULAR

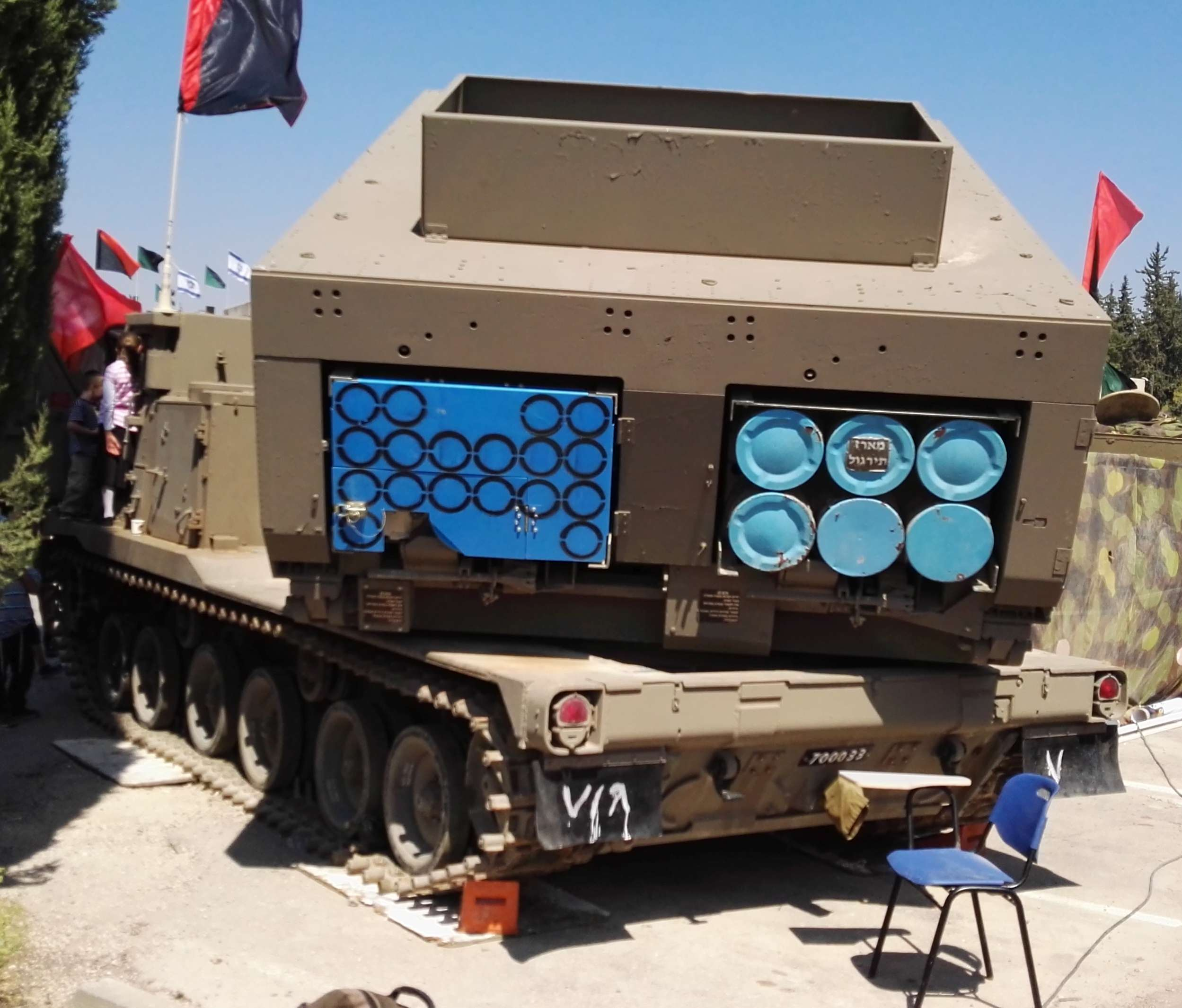
Ліворуч AccuLAR-122 «Romach», праворуч — капсула РСЗВ, пускова установка M270 «Менатец»

ACCULAR — це сімейство артилерійських ракет, розроблене та виготовлене Israel Military Industries (IMI) і використовується Армією оборони Ізраїлю та міжнародними клієнтами. Він має 2 різні калібри з максимальним діапазоном 40 км з 20–35 кг унітарного проникнення або керовано-осколкової бойової частини та точністю 10 м CEP.
Ракети ACCULAR можна запускати за допомогою пускової установки LYNX (MRL) IMI, а також з низки інших доступних пускових установок.

## AccuLAR-160
Керований варіант і подальший розвиток некерованого LAR-160.

## AccuLAR-122
На озброєнні в ЦАХАЛ під назвою Romach зі спеціальними пусковими установками РСЗВ M270. Кожна пускова установка може випустити 18 ракет протягом хвилини.
AccuLAR-122 також можна запустити з IMI LYNX (MRL). Він має максимальний діапазон 35 км і точність 10 м CEP.